# 普埃夫利卡德瓦尔韦尔德
普埃夫利卡德瓦尔韦尔德，是西班牙卡斯蒂利亚-莱昂萨莫拉省的一个市镇。 总面积26平方公里，总人口311人（2001年），人口密度12人/平方公里。